# Itumbiara Esporte Clube
L'Itumbiara Esporte Clube, noto anche semplicemente come Itumbiara, è una società calcistica brasiliana con sede nella città di Itumbiara, nello stato del Goiás.

## Storia
L'Itumbiara Esporte Clube è stato fondato il 9 marzo 1970.
Nel 1979, l'Itumbiara prese parte alla massima serie brasiliana, concludendo al 64º posto nella classifica generale.
Nel 2008, l'Itumbiara ha vinto per la prima volta nella sua storia il campionato statale, dopo aver battuto il Goiás in entrambe le finali per 1-0 e 3-0.
Nel 2010, l'Itumbiara ha chiuso al 9º posto nel campionato statale ed è retrocesso in seconda divisione. Tuttavia, si è qualificato al Campeonato Brasileiro Série D 2011, in virtù della rinuncia delle migliori classificate del Campionato Goiano 2011.

## Palmarès

### Competizioni statali
- Campionato Goiano: 1

2008